# Castell de Santueri
El castell de Santueri és una fortificació situada damunt uns penya-segats de les serres del Migjorn de Mallorca (terme de Felanitx), a una alçada de 408 metres. És possible que el nom provingués del llatí sanctuarium (‘santuari’), reflectint una possible relació amb la religió o un lloc de protecció en època medieval.

## Geografia i arquitectura
El Castell de Santueri està situat a la part sud-est de Mallorca, dins les serres del Migjorn, una cadena muntanyosa que forma part del Sistema Montserratí. El recinte es situa a 408 metres d'altitud, oferint vistes panoràmiques de la zona circumdant, incloent-hi el Parc Natural de la Península de Llevant i altres indrets importants de la serra de Llevant. Des del castell, es poden observar els Campos de la comarca de Felanitx i la costa sud-est de l'illa. Aquesta localització estratègica va tenir un paper clau en el seu ús com a fortalesa medieval.
El recinte es defensa de manera natural per penya-segats i està protegit per torres i murades. Té una superfície de 426 àrees (unes sis quarterades), amb estructures que remunten a diverses èpoques de la història de l'illa, incloent-hi l'època romana, musulmana i medieval.

## Excavacions i troballes arqueològiques
Durant les excavacions realitzades entre 1997 i 2001, es van descobrir més de 1.000 monedes, segells i pesos que daten de les èpoques romana i musulmana. Aquestes troballes confirmen l'ocupació continuada del castell des de l'Imperi Romà d'Orient fins a l'època medieval, destacant la importància estratègica del lloc.
Durant la primera dècada del segle XX, es van realitzar excavacions a les coves de la cinglera dels penya-segats, com la Cova des Bous i la Cova des Confessionari dels Moros, on es van descobrir importants troballes arqueològiques, com ceràmiques i objectes de bronze. Aquestes troballes van permetre datar l'ocupació de la zona durant els períodes epicampaniforme, naviforme i talaiòtic, amb un evident buit d'ocupació cap al primer mil·lenni abans de Crist.

## Història
El castell de Santueri va ser conquerit pels cristians durant la conquesta de Mallorca de Jaume I l'any 1231. Després de la conquesta, el comte Nunó Sanç I de Rosselló i Cerdanya va passar a ser el propietari del castell. Tanmateix, el castell va retornar a la corona l'any 1241.
Durant el segle XIV, el castell va ser objecte de grans obres de restauració i reforma. Aquestes obres es van realitzar sobre una fortificació anterior, probablement d'origen musulmà, que al seu torn es basava sobre estructures romanes d'Orient.
Entre els anys 1521 i 1523, el castell va servir de refugi per als mascarats, que eren contraris a la revolta de les Germanies.
L'any 1811, l'estat va vendre el castell a un particular. Tot i que el castell es va deteriorar al llarg del temps, va conservar la seva importància com a símbol de la història medieval de Mallorca.

## Conservació i turisme
Avui en dia, el Castell de Santueri és un lloc d'interès turístic, amb un accés popular a través d'un camí d'excursió. El lloc ofereix una vista espectacular de la vall i la costa de Mallorca. La seva història fascinant, combinada amb les restes arquitectòniques i les troballes arqueològiques, el converteixen en un lloc destacat per a aquells interessats en la història i la cultura de l'illa.

## Projectes de restauració i adquisició
El Consell de Mallorca ha proposat la compra del Castell de Santueri per un import de 3,8 milions d'euros com a part d'una iniciativa més àmplia de protecció del patrimoni de l'illa. Aquesta acció, finançada amb l'Impost de Turisme Sostenible (ITS), inclou també altres projectes com la restauració de la Fàbrica Nova de Sóller i diversos molins de Mallorca. L'objectiu és garantir la preservació d'elements patrimonials de gran valor cultural, assegurant l'accés del públic amb finalitats turístiques, culturals i educatives. El Castell de Santueri, declarat Bé d'Interès Cultural el 1998, necessita actuacions de conservació urgents degut a la seva ubicació difícil i la seva arquitectura adaptada als penya-segats naturals de la zona.